# Kachwar, Sedam
Kachwar là một làng thuộc tehsil Sedam, huyện Gulbarga, bang Karnataka, Ấn Độ.